# Olmsted Park

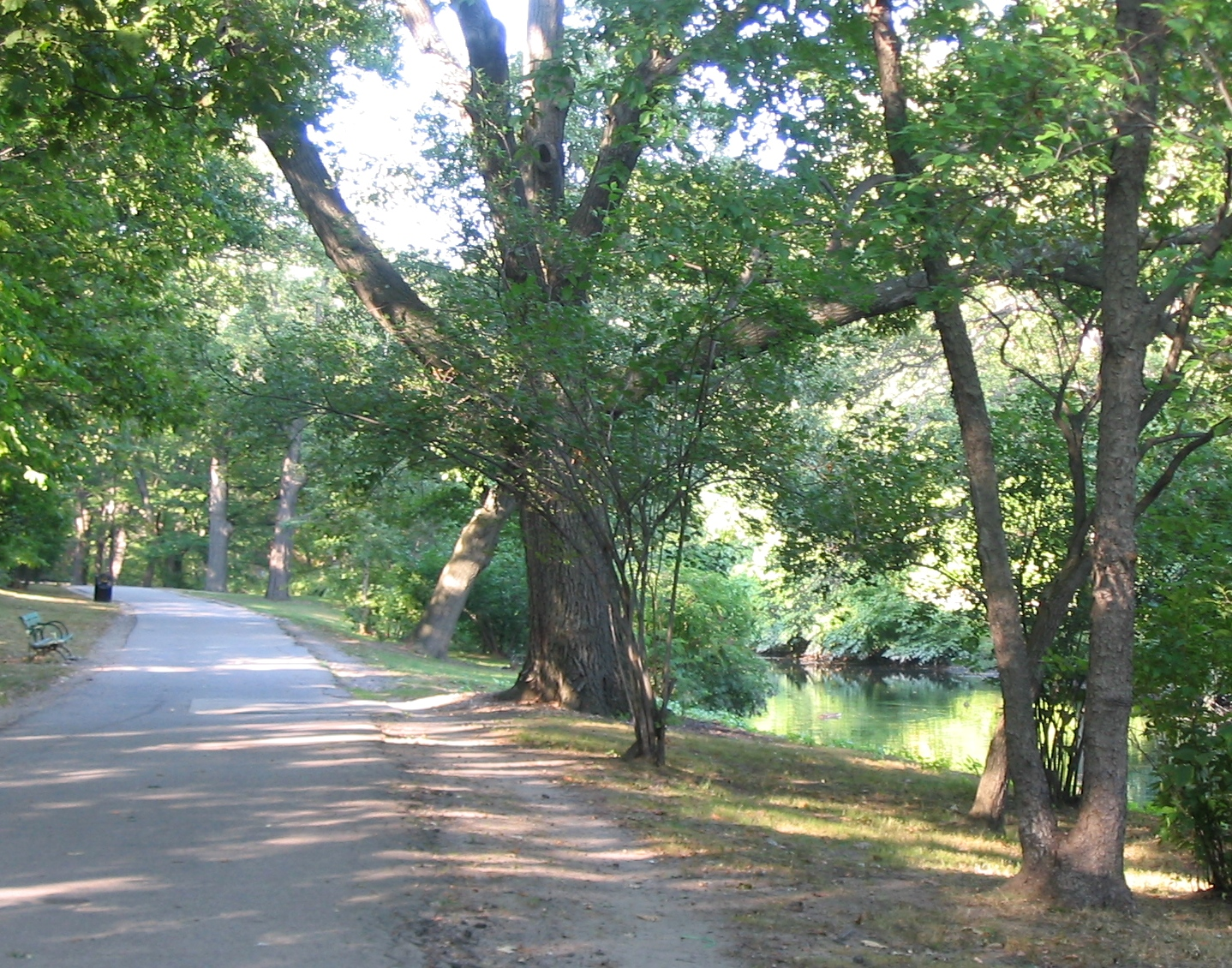
Wanderweg im Olmsted Park neben dem Muddy River

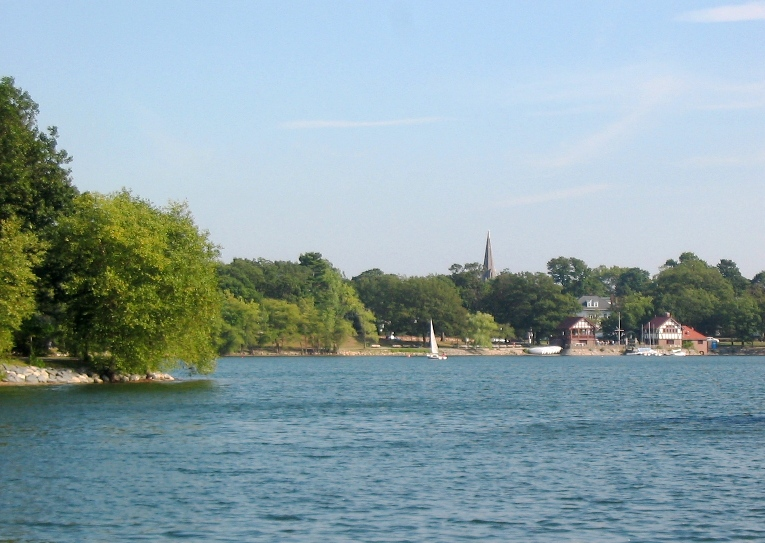
Der Jamaica Pond

Der Olmsted Park ist ein länglicher Park in Boston im Bundesstaat Massachusetts der Vereinigten Staaten und Teil des Emerald-Necklace-Systems von Parks und Parkways. Der Olmsted Park hieß ursprünglich Leverett Park und wurde erst 1900 zu Ehren seines geistigen Vaters Frederick Law Olmsted umbenannt, der die Pläne der Parkanlagen entwickelt hatte.
Olmsted, der sich seinen guten Ruf durch den Entwurf des New Yorker Central Parks erworben hatte, empfahl 1880, den sumpfigen und brackigen Muddy River in die Planungen für Bostoner Parkanlagen aufzunehmen. 1890 begannen die Arbeiten, dem Fluss ein neues Bett zu geben und den großen Sumpf in den Leverett’s Pond umzuwandeln. Der Ward’s Pond wurde ebenfalls durch einen kleinen Zufluss angeschlossen.
Die Nähe des Parks zur Longwood Medical and Academic Area sowie der einfache Zugang zur MBTA machen den Park zu einem beliebten Ziel für Spaziergänger und Radfahrer.

## Aufbau und Struktur
Der Olmsted Park kann grob in zwei recht unterschiedliche Teilbereiche aufgeteilt werden. Im Süden grenzt er an den Jamaica Pond und bietet Platz für Sportanlagen und drei Teiche: Von Süd nach Nord sind dies ein schmaler Toteissee (Ward’s Pond), der kleine Willow Pond und der deutlich größere Leverett’s Pond. Der nördliche Teil des Parks besteht im Wesentlichen aus einem schmalen Grünstreifen, durch den der Muddy River auf seinem Weg in den Charles River fließt. Das nördliche Ende des Parks grenzt an die Back Bay Fens und an das westliche Ende des Stadtteils Mission Hill.

## Arbeiten und Veränderungen im Park
Nachdem der Master Plan des Emerald Necklace Parksystems 1989 abgeschlossen war, wurden auch später noch weitere Verbesserungen im Olmsted Park durchgeführt, die teilweise in einer aktualisierten Fassung des Master Plan 2001 zusammengefasst wurden. So wurde der Riverdale Parkway 1997 von einer Straße in einen Fußgänger- und Fahrradweg umgewandelt. Der Allerton Overlook am Fuß der Allerton Street in Brookline wurde wiederhergestellt, Fußgängerbrücken bekamen einen neuen Anstrich und am südlichen Ende des Ward’s Pond wurde eine Promenade angelegt.
2006 restaurierte die Stadt Brookline den Babbling Brook, einen Teil des Muddy River im Park, indem Steine neu gesetzt, eingedrungene Knöterich-Pflanzen entfernt, das Flussbett neu definiert und Bäume und Sträucher zur Abwehr von zukünftigem Wildwuchs neu gepflanzt wurden.

## DasMuddy River Restoration Project
Der Olmsted Park wurde praktisch von Beginn an regelmäßig durch den Muddy River überflutet, der im Zuge der Anlage des Emerald Necklace durch Olmsted umgeleitet und teilweise unterirdisch verlegt worden war. Durch das Muddy River Restoration Project werden verunreinigte Sedimente ausgebaggert und weitere strukturelle Verbesserungen durchgeführt, indem unter anderem der Fluss wieder an die Oberfläche geholt wird und seine Vollständigkeit, sein Erscheinungsbild und seine Möglichkeiten zur Kontrolle von Fluten verbessert werden.

## DieFriends of Leverett Pond
Die Friends of Leverett Pond war die zweite Gruppe von Freunden des Olmsted Park, die sich in Brookline in den 1970er Jahren mit dem Ziel der Pflege und Unterhaltung der Parkanlage gründete. Seit 1978 ist sie als Unterausschuss der High Street Hill Association tätig und arbeitet an der Verbesserung des Parkzustands und an der Erhöhung der Aufmerksamkeit für Probleme.